# باتريك بيرن
باتريك بيرن (بالإنجليزية: Patrick Byrne)‏ هو سياسي أيرلندي، ولد في 2 أبريل 1925.

## مناصب
- في انتخابات تكميلية، انتخب نائب دييل عن دائرة Dublin North–East ‏ وقد انضم خلال فترته النيابية ‏ (30 أبريل 1956 – 13 ديسمبر 1956) للكتلة البرلمانية مستقل.
- في الانتخابات العمومية الإيرلندية 1957 [الإنجليزية]‏، انتخب نائب دييل عن دائرة Dublin North–East ‏ وقد انضم خلال فترته النيابية ‏ (20 مارس 1957 – 1 سبتمبر 1961) للكتلة البرلمانية فاين جايل.
- في الانتخابات العمومية الإيرلندية 1961 [الإنجليزية]‏، انتخب نائب دييل عن دائرة Dublin North–East ‏ وقد انضم خلال فترته النيابية ‏ (11 أكتوبر 1961 – 11 مارس 1965) للكتلة البرلمانية فاين جايل.
- في الانتخابات العمومية الإيرلندية 1965 [الإنجليزية]‏، انتخب نائب دييل عن دائرة Dublin North–East ‏ وقد انضم خلال فترته النيابية ‏ (21 أبريل 1965 – 21 مايو 1969) للكتلة البرلمانية فاين جايل.